# Léon Chavalliaud
Léon Joseph Chavalliaud, né le 29 janvier 1858 à Reims et mort à Boissy-sans-Avoir le 5 février 1919, est un sculpteur français.

## Biographie
Son père, Léonard Chavalliaud, était né à Saint-Goussaud (Creuse). Il avait quitté son village en 1840 pour chercher du travail. Il s'était d'abord fixé à Reims où il se maria en 1841, puis à Mourmelon où il tenait un hôtel. Il eut quatorze enfants. Son fils Léon, le sculpteur, en est le onzième.
Léon Chavalliaud est apprenti modeleur dans l’atelier Bulteau à Reims, rue Buirette, embauché, vers 1872, dans le clan des modeleurs, mouleurs, metteurs au point œuvrant pour des travaux d'églises qui constituaient la spécialité de la maison.
Il entre à l’École des beaux-arts de Paris à l'aide d’une bourse de la ville. Il y est l’élève d'Alexandre Falguière, de François Jouffroy en 1878, et surtout de Louis Auguste Roubaud. Après avoir travaillé en 1880 aux cariatides de la façade sur cour de l’hôtel de ville de Reims, il acquiert une réputation grâce à ses bustes.
Chavalliaud reçoit le second grand prix de Rome en 1886 avec le sujet Tobie retirant le poisson de l'eau. Le Salon de 1891 lui vaut une médaille ; celui de 1892 récompense son Monument de la fédération bretonne-angevine et sa statuette du jeune Melchior de Polignac.
Il effectue un voyage d'études en Italie pour se perfectionner au contact des œuvres des grands maîtres, puis il part pour l'Angleterre en 1892, où il réside quinze ans dans le quartier de Brixton à Londres. Il travaille occasionnellement pour Farmer & Brindley (en) et expose à la National Gallery et à la Walker Art Gallery de Liverpool. Il sculpte des tombeaux de personnalités, les monuments exécutés pour les cathédrales de Lincoln, d'Ely, de Winchester, de Chichester et dans de nombreuses chapelles et églises. Apprécié pour la ressemblance exacte de ses sujets, il fut très sollicité pour exécuter les bustes de personnalités comme William Ewart Gladstone, Lord Roberts, etc. 
Pour le Conservatoire de botanique de Liverpool, il exécute la commande de huit statues en marbre : Christophe Colomb, Gérard Mercator, Capitaine Cook, Carl von Linné, Prince Henri, Le Nôtre, Darwin et Parkinson. Enfin, il réalise le monument à la mémoire de la grande tragédienne anglaise, Sarah Siddons, visible à Paddington Green à Londres, dont l'exécution lui fut confiée à la suite d'un concours où prirent part 21 artistes en 1897.
Il revint à Reims en 1907. Là, il sculpte la statue de Dom Pérignon. Cette œuvre, conservée dans l'abbaye d'Hautvillers, fut médaillée au Salon des artistes français de 1910. Pour incarner ce célèbre moine, il avait choisi la figure de bon vivant de son père. Il fit dans sa ville natale de nombreux bustes de personnalités, notamment celui du docteur Langlet, maire de Reims pendant la Première Guerre mondiale.
Il épouse Marie Julienne Rousseau.
Léon Chavalliaud est inhumé dans le canton 8 du cimetière du Nord à Reims en 1923.

## Œuvres dans les collections publiques
En France
- Paris, cimetière du Père-Lachaise (92e division) : Buste de l'industriel Barthélemy Paupy,
- Pontivy : Monument de la Fédération bretonne-angevine de 1790, bronze, Édouard Deperthes et son fils, Génie de la Liberté par Le Goff, relief du Serment des volontaires par Chavalliaud, qui a achevé l’œuvre de Legoff, 1892[2],[3],
- Reims :
  - cimetière du nord : L'Abbé Declaire, bas-relief[4],
  - boulevard Charles-Arnould : Monument à Charles Arnould,
  - hôtel de ville :
    - Cariatides sur la façade[note 4],
    - Buste du Docteur Langlet[5],

  - Hôtel Georget, no 43 de la rue de Talleyrand : Cariatides sur la façade,
  - musée des beaux-arts :
    - Saint Ambroise[6],
    - Tobie retirant le poisson de l'eau, 1886[7],
    - Mme Veuve Pommery, buste en faïence polychrome, le marbre a été exposé à la Royal Academy en 1894,

Au Royaume-Uni
- Carlisle : Monument à James Robert Creighton, 1898[8],
- Chichester, cathédrale de Chichester : Monument à Richard Durnford (en), 1896,
- Dublin, Galerie nationale d'Irlande : Buste de James Healy, 1895, bronze[9],
- Eccleston (Cheshire), église de Saint-Mary : Le Duc de Westminster, 1901,
- Liverpool, parc Sefton (en) : Christophe Colomb, Gérard Mercator, Capitaine Cook, Carl von Linné, Prince Henri, Le Nôtre, Darwin et Parkinson, 1896, huit statues,
- Londres :
  - Brompton Oratory : Statue du cardinal Newman, 1896,
  - Paddington Green : Monument à Sarah Siddons, 1897.

## Salons
- Royal Academy :
  - 1893 : Mon Père, 1890, buste en bronze[10].
  - 1894 : Le Pêcheur de crevettes, statue en marbre ; Mme Veuve Pommery, buste en marbre.
  - 1895 : A. Hubinet, Esq., buste en bronze.
  - 1896 : A. Paroissien, Esq., buste.
- 1906 : Buste de George Bernard Shaw, bronze.
- Salon de la Société des artistes français de 1897 : Statue de Dom Pérignon[7].

## Récompense
- Prix de Caylus, concours de la tête d'expression de l'École des beaux-arts en 1885.
- Premier second grand prix de Rome en 1886.
- Mention honorable au Salon des artistes français en 1885 et 1886.
- Médaille de troisième classe au Salon des artistes français en 1891.
- Médaille d'or de l'Académie nationale de Reims, pour l'ensemble de ses œuvres, 1906.
- Médaille de deuxième classe au Salon des artistes français en 1910.
- Sociétaire de la Société artistes français depuis 1889.
- Membre titulaire de l'Académie nationale de Reims à partir de 1911.
- Membre de l'Académie de Reims en 1913.

## Distinctions
- Officier de l'ordre des Palmes académiques (officier de l'Instruction publique) en 1906.

## Galerie

Œuvres de Léon Chavalliaud
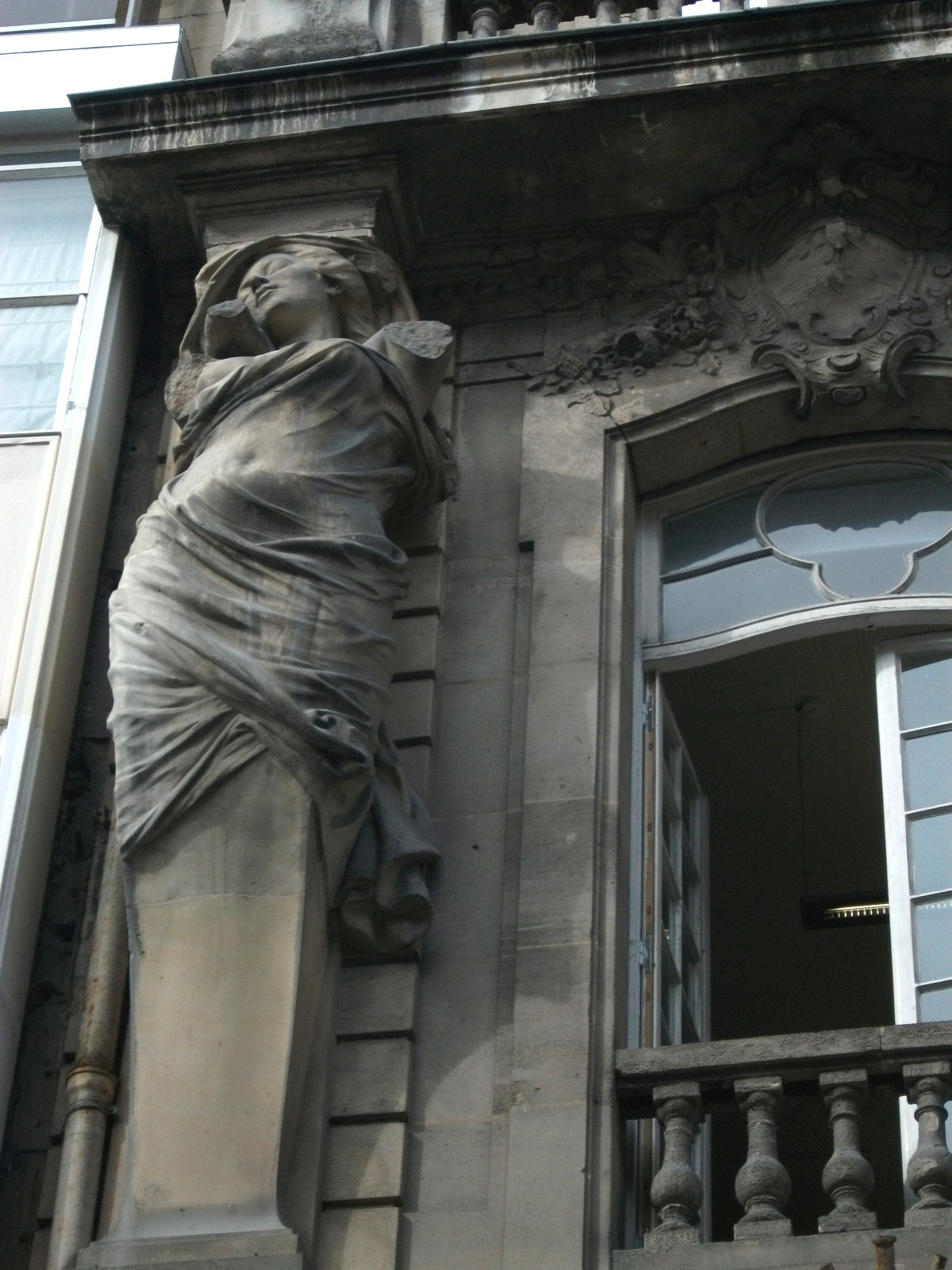
Cariatide, Reims.
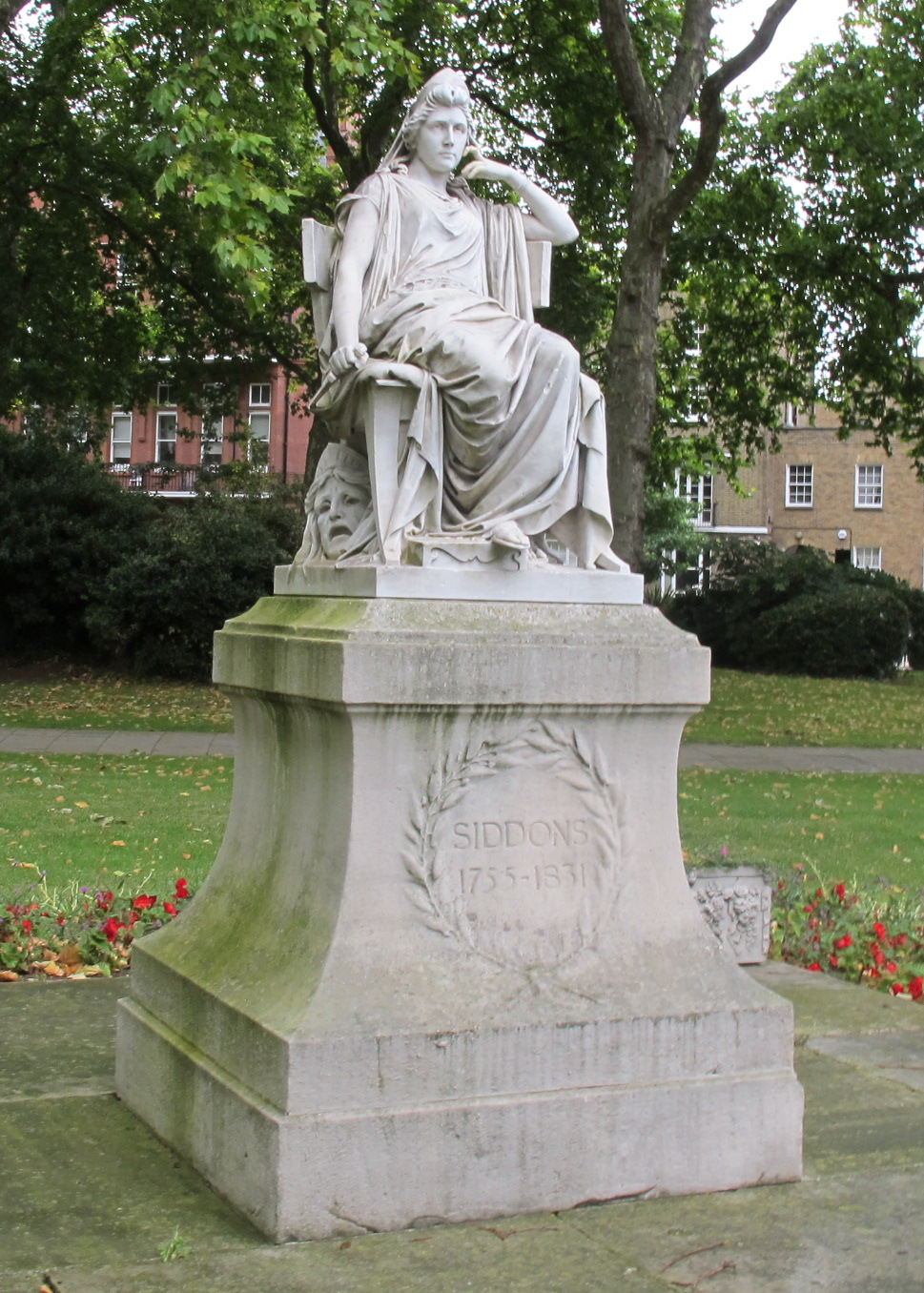
Monument à Sarah Siddons, Londres, Paddington Green.
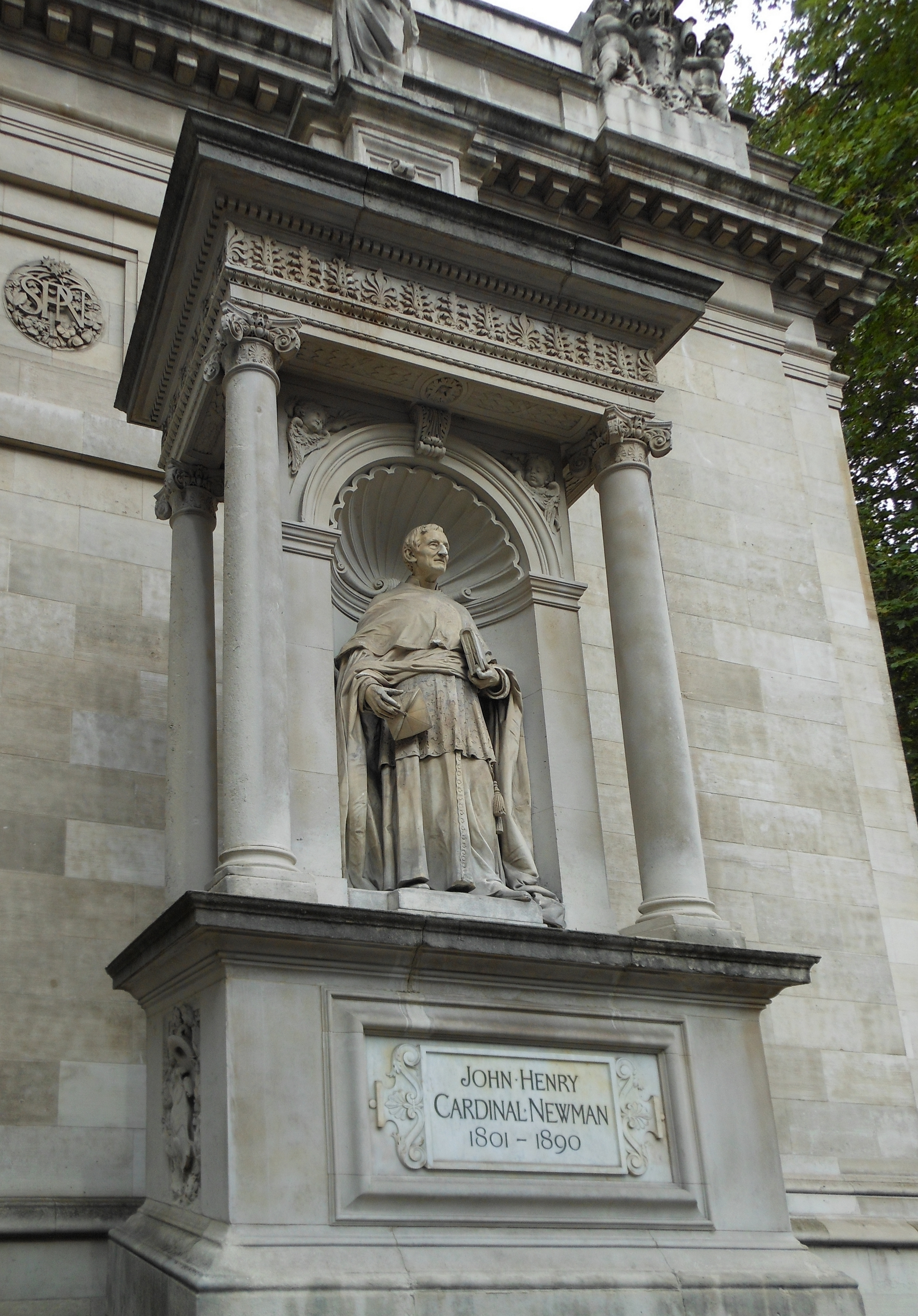
Monument à John Henry Newman, Londres, Brompton Oratory.
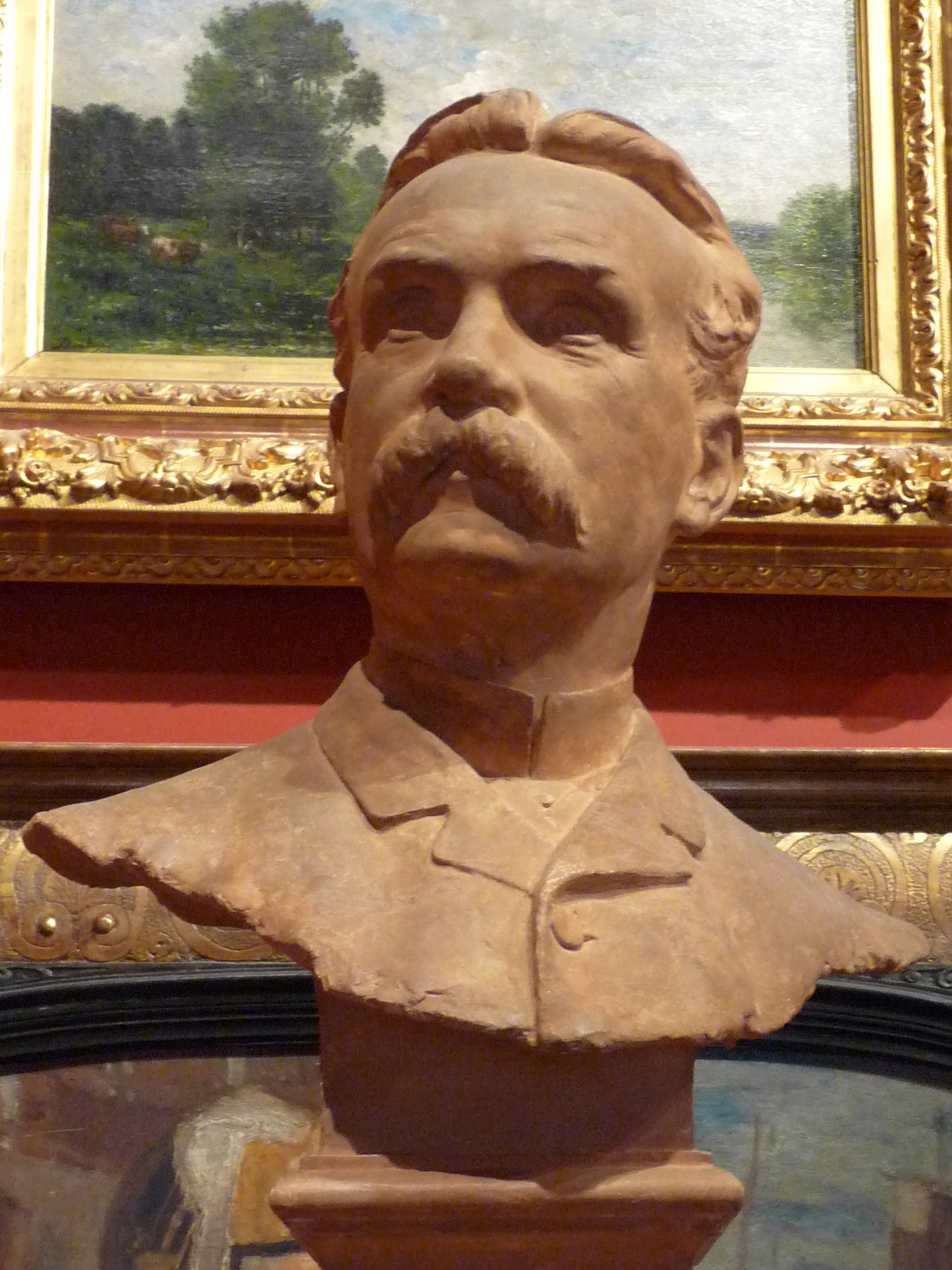
Buste d'Henry Vasnier, musée des beaux-arts de Reims.
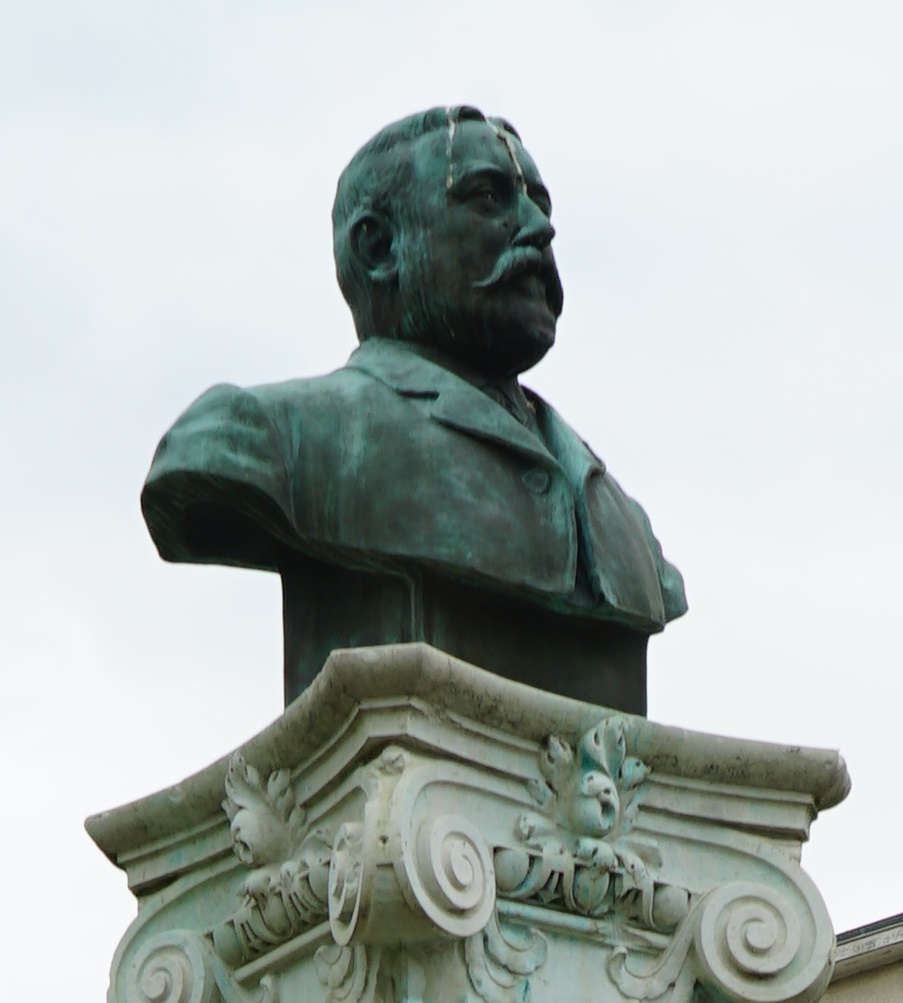
Monument à Charles Arnould (détail), Reims, boulevard Charles-Arnould.
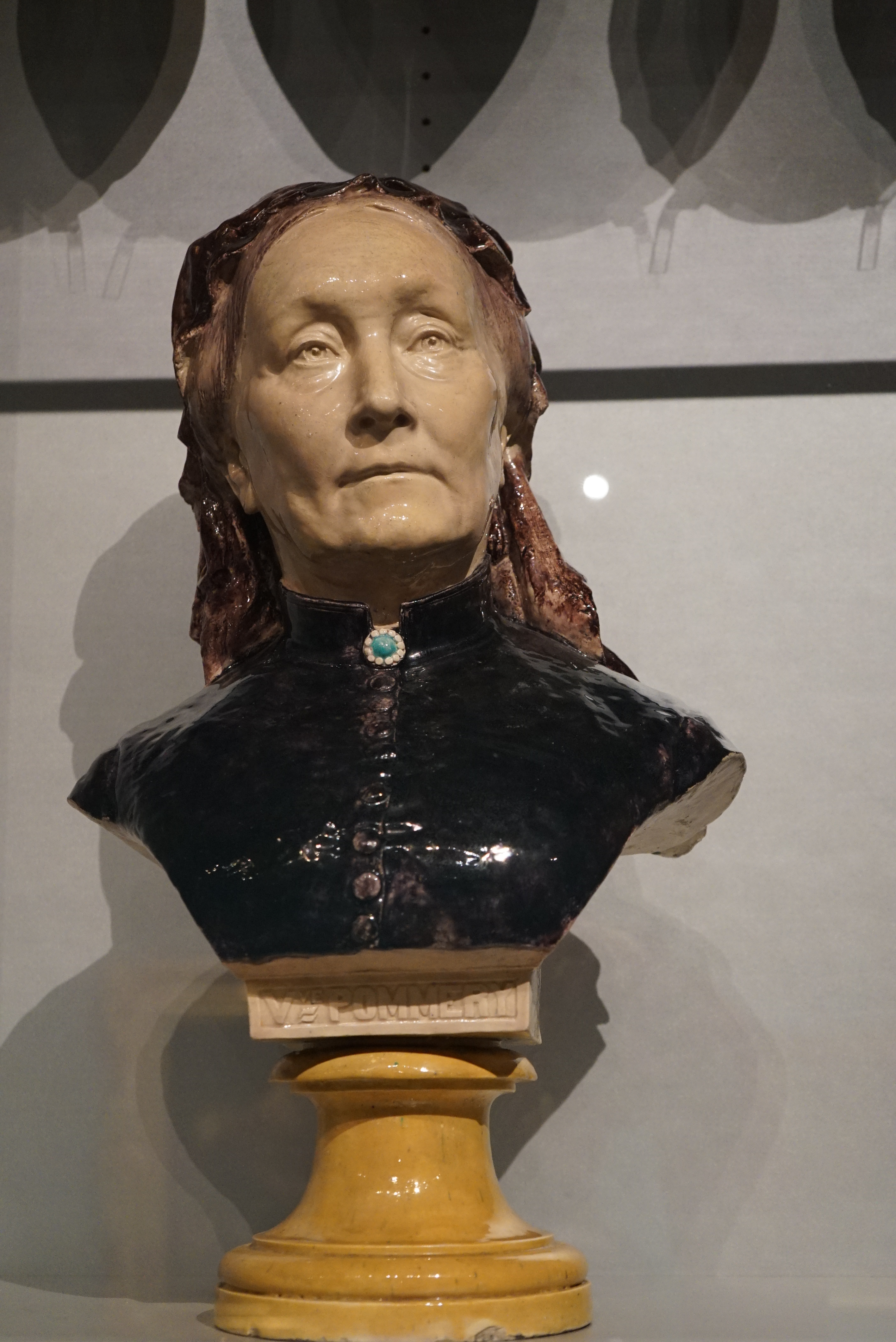
Mme Veuve Pommery, musée des beaux-arts de Reims.

Statues par Léon Chavalliaud autour de Palm House, Liverpool, Sefton Park
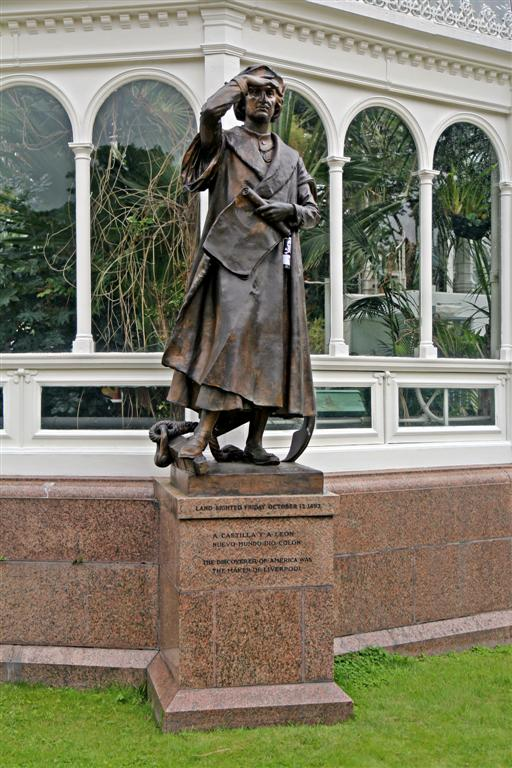
Christophe Colomb
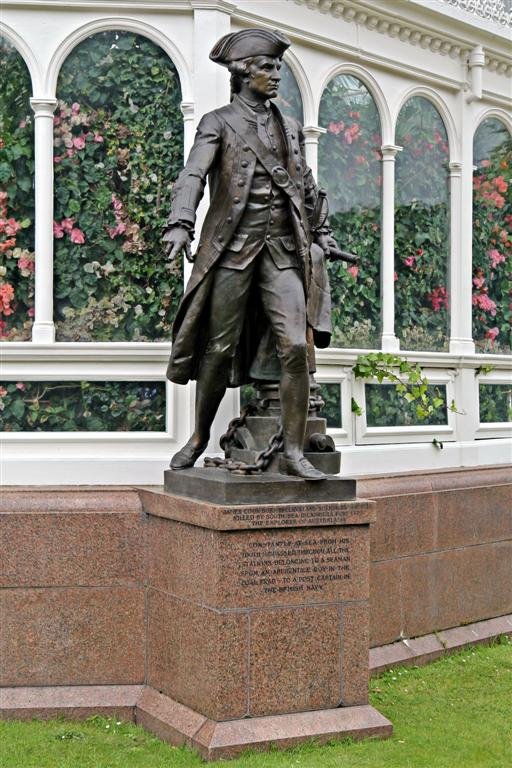
Le Capitaine James Cook
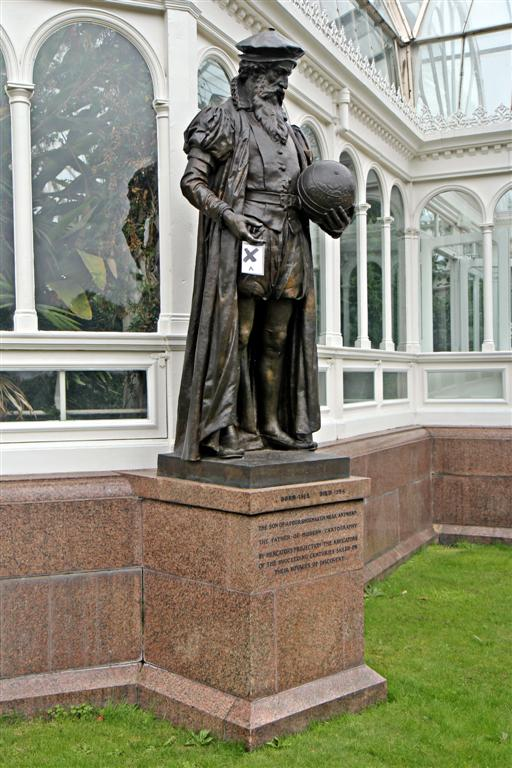
Gerardus Mercator
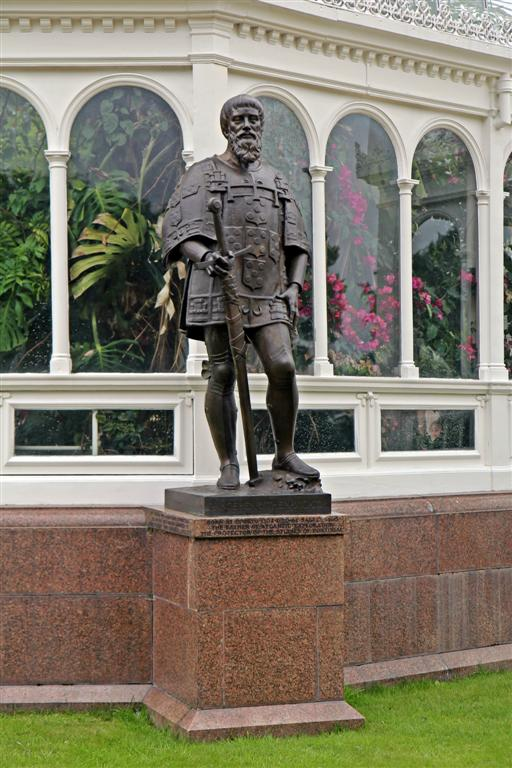
Henry le Navigateur
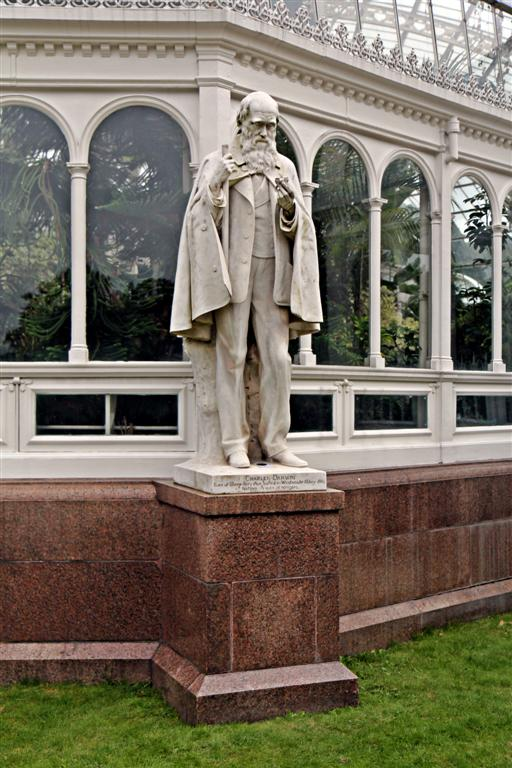
Charles Darwin
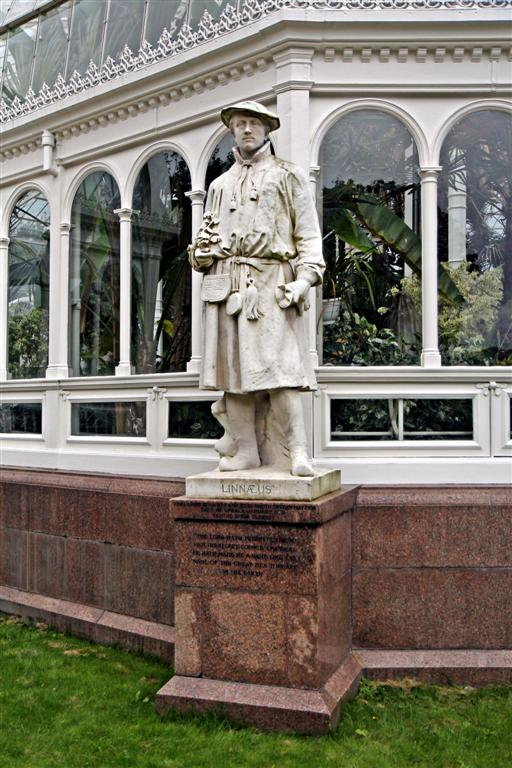
Carl Linnaeus
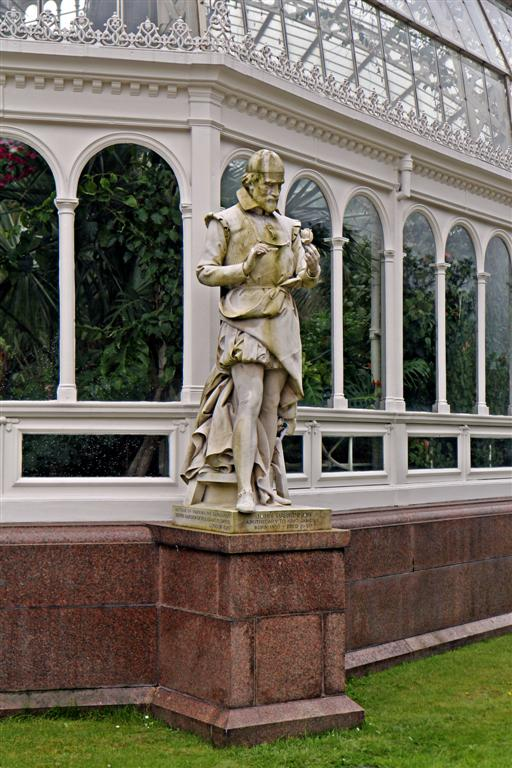
John Parkinson
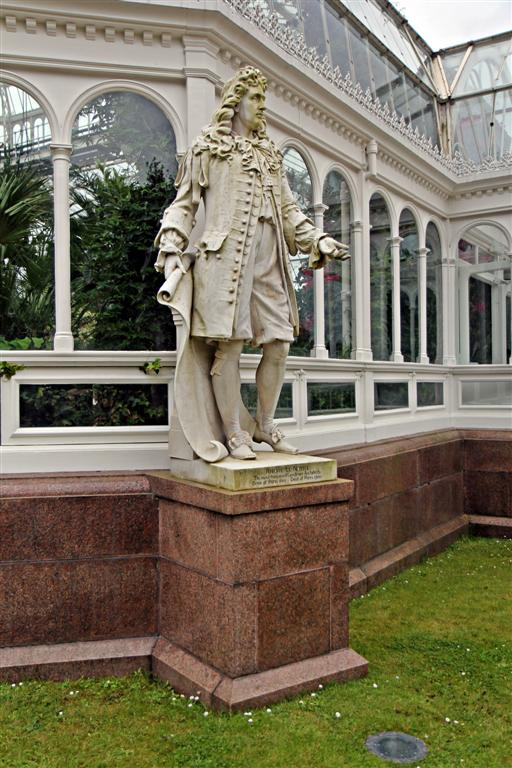
André le Nôtre